# Maria Mstislavna av Kiev
Maria Mstislavna av Kiev, död 1179, var en storfurstinna av Kiev 1139-1146. Hon var gift med storfursten  Vsevolod II  av Kiev. 
Äktenskapet arrangerades som en del av försoningen mellan hennes make och far, som länge legat i konflikt. Giftermålet ägde rum 1116. Hon var känd för sin diplomatiska förmåga och agerade vid flera tillfällen medlare, särskilt mellan sin make och sina bröder.